# 蕭誕
蕭誕（5世紀—495年），字彥偉，南蘭陵郡蘭陵縣人，南朝宋員外郎蕭道清之孫，桂陽國下軍將軍蕭仙伯之子，齊高帝蕭道成絕服族子。

## 生平
蕭誕仕南朝齊，曾擔任殿中將軍、建康令、後軍司馬。延興元年（494年）八月，蕭誕遷任輔國將軍、徐州刺史。十月，蕭誕遷任持節、督司州諸軍事、司州刺史，輔國將軍如故。
建武元年（494年）十月，齊明帝蕭鸞篡位，蕭誄以功封安德縣開國侯，食邑五百戶，進號冠軍將軍。建武二年（495年）正月，北魏南侵司州，蕭誕盡力拒守。三月，蕭誕擊退魏軍，以功增封食邑四百戶，併前九百戶。齊明帝決定誅殺恃功專權的蕭誕之弟領軍將軍蕭諶，為防範蕭誕，徵其入朝擔任左衛將軍。但因北魏南侵，蕭誕留在司州而未入朝。六月，齊明帝在京城誅殺蕭誕之弟蕭諶、蕭誄後，以黃門郎蕭衍為司州別駕，派其赴司州將蕭誕誅殺。

## 子
- 蕭稜，娶江淹之女（字才君）

## 延伸阅读
[在维基数据编辑]
 《南史·卷41》，出自李延壽《南史》